# Dafina Zeqiri (kompozytorka)
Dafina Zeqiri właśc. Dafina Zeqiri Nushi (ur. 1 kwietnia 1984 w Prisztinie) – kosowska kompozytorka.

## Życiorys
W 2002 ukończyła studia muzyczne w Konserwatorium im. Prenka Jakovy w Prisztinie. Naukę kompozycji kontynuowała na uniwersytecie w Prisztinie, pod kierunkiem Mendi Mengjiqiego, a następnie na uniwersytecie Świętych Cyryla i Metodego w Skopju, pod kierunkiem Jany Andreevskiej. Studia ukończyła w 2011. Obecnie wykłada teorię kompozycji na Wydziale Sztuki uniwersytetu w Prisztinie.
W 2009 założyła organizację Kosowskie Kobiety w Muzyce, została też członkinią Międzynarodowego Komitetu Honorowego Donne in Musica.
Dorobek kompozytorski Dafny Zeqiri obejmuje głównie utwory na fortepian i skrzypce, a także na chór i orkiestrę. W 2002 skomponowała utwór Kur vjen (Kiedy przychodzisz) na fortepian i mezzosopran, z tekstem Bajrama Qerimiego. W 2011 współpracowała z orkiestrą symfoniczną ze Skopja, komponując dla niej cykl wariacji.
W 2010 publiczność londyńska miała okazję usłyszeć utwory skrzypcowe, skomponowane przez kosowską artystkę. Utwory Zeqiri zaprezentowano w 2011 w czasie Dni Muzyki Macedońskiej. W 2012 jej utwór Përreth (Dookoła) otrzymał nagrodę kosowskiego ministra kultury w kategorii muzyki kameralnej.

## Twórczość

### Utwory na orkiestrę
- 2004: „Variazione per archi”, orkiestra smyczkowa
- 2007: „Concerto cello”
- 2007: „Five”

### Muzyka kameralna
- 2001: „Dialog” (skrzypce, fortepian)
- 2007: „Legendarna pieśń” (flet, fortepian, perkusja)

### Muzyka chóralna
- 2001: „Nënës sime” (Mojej matce)
- 2003: „I këndojmë Zotit” (Śpiewamy Panu)
- 2008: „Odisea” (Odyseja)
- 2012: „Përreth” (Dookoła)

### Utwory fortepianowe
- 2000: „Quasi Variazione”